# بيتر فليكر
بيتر فليكر هو مدرب كرة قدم ولاعب كرة قدم نمساوي في مركز الدفاع، ولد في 14 أغسطس 1964 في النمسا. لعب مع نادي فلوريدسدورفر ‏.

## وصلات خارجية
- بيتر فليكر على موقع قاعدة بيانات كرة القدم.إي يو (الإنجليزية)
- بيتر فليكر على موقع عالم كرة القدم.نت (الإنجليزية)